# Orda
Per al kan mongol, vegeu Orda Khan; per altres significats vegeu: Orda (desambiguació)
Orda (en francès Ourde) és un municipi francès situat al departament dels Alts Pirineus i a la regió d'Occitània.

## Demografia
| 1962                                       | 1968 | 1975 | 1982 | 1990 | 1999 | 2007 |
| ------------------------------------------ | ---- | ---- | ---- | ---- | ---- | ---- |
| 37                                         | 41   | 38   | 31   | 31   | 25   | 32   |
| Des de 1962: població sense dobles comptes |      |      |      |      |      |      |

## Administració
| Període   | Identitat     | Partit |
| --------- | ------------- | ------ |
| 1995-2001 | Yves Agnoly   |        |
| 2001-     | Gabriel Faret |        |